# Liste der Monuments historiques in Merlaut
Die Liste der Monuments historiques in Merlaut führt die Monuments historiques in der französischen Gemeinde Merlaut auf.

## Liste der Objekte
| Bezeichnung               | Beschreibung                          | Standort                       | Kennzeichnung | Schutzstatus | Datum | Bild |
| ------------------------- | ------------------------------------- | ------------------------------ | ------------- | ------------ | ----- | ---- |
| Kruzifix                  | Holz, farbig gefasst, 17. Jahrhundert | in der Kirche St-Martin (Lage) | PM51000549    | Classé       | 1966  |      |
| Skulptur Madonna mit Kind | Stein, 16. Jahrhundert                | in der Kirche St-Martin (Lage) | PM51000548    | Classé       | 1966  |      |
| Skulptur eines Engels     | Holz, vergoldet, 17. Jahrhundert      | in der Kirche St-Martin (Lage) | PM51000550    | Classé       | 1966  |      |